# Jerzy Dowgird
Jerzy Michał Dowgird (Char'kov, 7 dicembre 1917 – Piaseczno, 19 ottobre 2003) è stato un cestista e allenatore di pallacanestro polacco.

## Carriera
Ha disputato i Campionati europei del 1947 con la Polonia.

## Palmarès

### Giocatore
- Campionato polacco: 3

ŁKS Łódź: 1947-48
Spójnia Łódź: 1949-50, 1951-52

### Allenatore
- Campionato polacco: 2

Spójnia Łódź: 1949-50, 1951-52